# NGC 4041
NGC 4041 المعرف بالفهرس العام الجديد مجرة حلزونية تقع في كوكبة شمال كوكبات قطبية من الدب الأكبر. تبعد حوالي 70 مليون سنة ضوئية من الشمس. تصنيفها SA(rs)bc يشار إلى أن هذه المجرة الحلزونية تفتقر إلى قضيب؛ " rs " تعني أنه يحتوي على هيكل حلقة ضعيفة الشكل، و "bc" تشير إلى أن الأسلحة الحلزونية معتدلة إلى فضفاضة.
تميل المجرة بنحو 20 درجة إلى خط الأفق من الأرض. وهي تكون نجوم جديدة بمعدل يقدر 4.10 كتلة شمسية 1-yr، وهي نموذجية إلى حد ما لمجرة من هذا التشكل. معدل تكوين النجوم أعلى بكثير في المنطقة الوسطى، والذي قد يكون نتيجة الاندماج مؤخرا مع المجرة القزمة خلال ال 100 مليون سنة الماضية.
هذه المجرة ليس لديها أي نشاط كشف عن المنطقة النووية. هناك قرص نووي اذات سطوع عالي في الجوهر مع وجود كتلة صغيرة من 1 + 0.6 - 0.7 × 107 كتلة شمسية. على الأرجح يكون ثقب أسود فائق (SMBH).
في 29 يوليو 1994، تم اكتشاف المستعر الأعظم من نوع IIp ا من قبل جيانكارلو كورتيني وميركو فيلي. وصل الحدث إلى ذروته البصرية في 13 أغسطس، وانخفض بعد ذلك. كان يقع حوالي 19 ثانية قوسية إلى الشمال الغربي من النواة. كان هذا المستعر الأعظم غير عادي بالنسبة للكمية المنخفضة بشكل استثنائي من النيكل -56 الذي تم إصداره، بل كان أقل كمية استنتاجية تم قياسها لأي مستعر أعظم من النوع الثاني اعتبارا من ذلك التاريخ. مما ادى إلى احتمال انبعاث الأشعة السينية من البقايا، قد يكون هذا النوع من اللمعان العالي لمستعر الأعظم.
NGC 4041 هو عضو تجمع مجري في مجموعة 266 LGG، جنبا إلى جنب مع NGC 4036، IC 758، UGC 7009، و UGC 7019. ويبعد فقط 17 دقيقة قوسية من NGC 4036، وهما زوج مع فصل متوقع من حوالي 470 مليون سنة ضوئية (143 مليون فرسخ فلكي).

## وصلات خارجية
- NGC 4041 على موقع ويكي سكاي: DSS2, SDSS, GALEX, IRAS, Hydrogen α, X-Ray, Astrophoto, Sky Map, Articles and images